# تپه سولولار
تپه سولولار مربوط به مس و سنگ است و در شهرستان زنجان، بخش مرکزی، دهستان قلتوق، ۸۰۰ متری شمال غربی روستای حاجی بچه واقع شده و این اثر در تاریخ ۱۸ اسفند ۱۳۸۷ با شمارهٔ ثبت ۲۵۳۱۳ به‌عنوان یکی از آثار ملی ایران به ثبت رسیده است.